# Phosphatation
La phosphatation est une réaction chimique opérée au moyen d'un agent phosphoré. En métallurgie, la phosphatation est un prétraitement chimique de la surface de certains métaux, tels que l'acier, à l’aide de solutions contenant essentiellement de l’acide phosphorique et/ou des phosphates.

## Historique
Le décapage d'une surface d'acier à l'aide d'une solution diluée et chaude d'acide phosphorique provoque la formation de phosphate de fer, qui assure une passivation et améliore la tenue à la corrosion des revêtements de peinture. C'est un fait connu depuis longtemps, dénommé pickling, ou également procédé Duplex Footner lorsque la passivation phosphorique suit un décapage à l'acide sulfurique.
La phosphatation en solution aqueuse des métaux par le phosphate de fer date de 1906 avec le brevet anglais de Thomas Coslett, déposé en France en 1907, et les premières applications apparurent en 1908 sous le nom de coslettisation. Dès 1910, Coslett utilisa des solutions à base d'acide phosphorique et de phosphate de zinc.

## Parkérisation
La parkérisation est une technique de phosphatation au manganèse dite « profonde ». Elle permet une protection chimique d'un métal afin d'éviter son oxydation (corrosion). L'acier, par exemple, est plongé dans un bain chaud de phosphate de zinc, provoquant la formation d'une couche de phosphate de fer imperméable.
Cette technique est utilisée dans la construction automobile.

## Bondérisation
La phosphatation « légère au zinc », appelée aussi « bondérisation », apparut en 1929 grâce aux recherches de la Parker Rust Proof Co ; ce procédé fut décrit par Jean Cournot et Jean Bry dans un mémoire présenté au congrès international des mines de la métallurgie et de la géologie appliquée à Liège en mai 1930.